# Asteralobia asteris
Asteralobia asteris är en tvåvingeart som beskrevs av Nikolai Vasilevich Kovalev 1964. Asteralobia asteris ingår i släktet Asteralobia och familjen gallmyggor. Inga underarter finns listade i Catalogue of Life.